# Eugène-Louis Hauvette-Besnault
Eugène-Louis Hauvette-Besnault (Malesherbes, 5 de febrer de 1820 – Malesherbes, 28 de juny de 1888) va ser un indòleg francès.

## Biografia
Eugène-Louis Hauvette-Besnault va ser professor de sànscrit a l'École Pratique des Hautes Etudes (EPHE). Agregat de lletres el 1853, va traduir els volums IV i V del Bhagavata Purana (भागवतपुराण).
Va ser un dels últims alumnes d'Eugène Burnouf. Entre els seus propis estudiants de sànscrit van ser James Darmesteter i Abel Bergaigne.
L'historiador i epigrafista René Cagnat era el seu gendre.

## Publicacions
- 1859: Morceaux choisis en prose et en vers des classiques anglais, amb Frédéric-Gustave Eichhoff.
- 1865: Pantchâdhyâyi, ou les Cinq chapitres sur les amours de Crichna avec les Gopîs, extrait du Bhâgavata Purâna, livre X, chapitres XXIX-XXXIII
- 1867: Le Mahâbhârata, poème épique de Krishna-Dwaipayana, traduït completament per primera vegada del sanscrit al français', per M. Hippolyte Fauche. Registre firmat per Hauvette-Besnault
- 1881: Le Bhâgavata purâna ou Histoire poétique de Kreichna, per Eugène Burnouf, Eugène Louis Hauvette-Besnault, Alfred Roussel i Jean Filliozat
- 1886: Épisode des grains de riz écrasés
- 1898: Le Bhâgavata Purâna ou Histoire poétique de Kreichna, per Eugène Burnouf, Eugène-Louis Hauvette-Besnault i Alfred Roussel